# Pronephrium philippinum
Pronephrium philippinum là một loài dương xỉ thuộc họ Thelypteridaceae. Loài này được Carl Borivoj Presl mô tả khoa học đầu tiên năm 1851.